# Тимьян (приправа)
Тимья́н (чабрец) — пряность, обладающая сильным приятным ароматом и острым пряным вкусом, по аромату напоминает тмин и анис.
В качестве специи используют свежие или сушёные ароматные листья тимьяна обыкновенного.

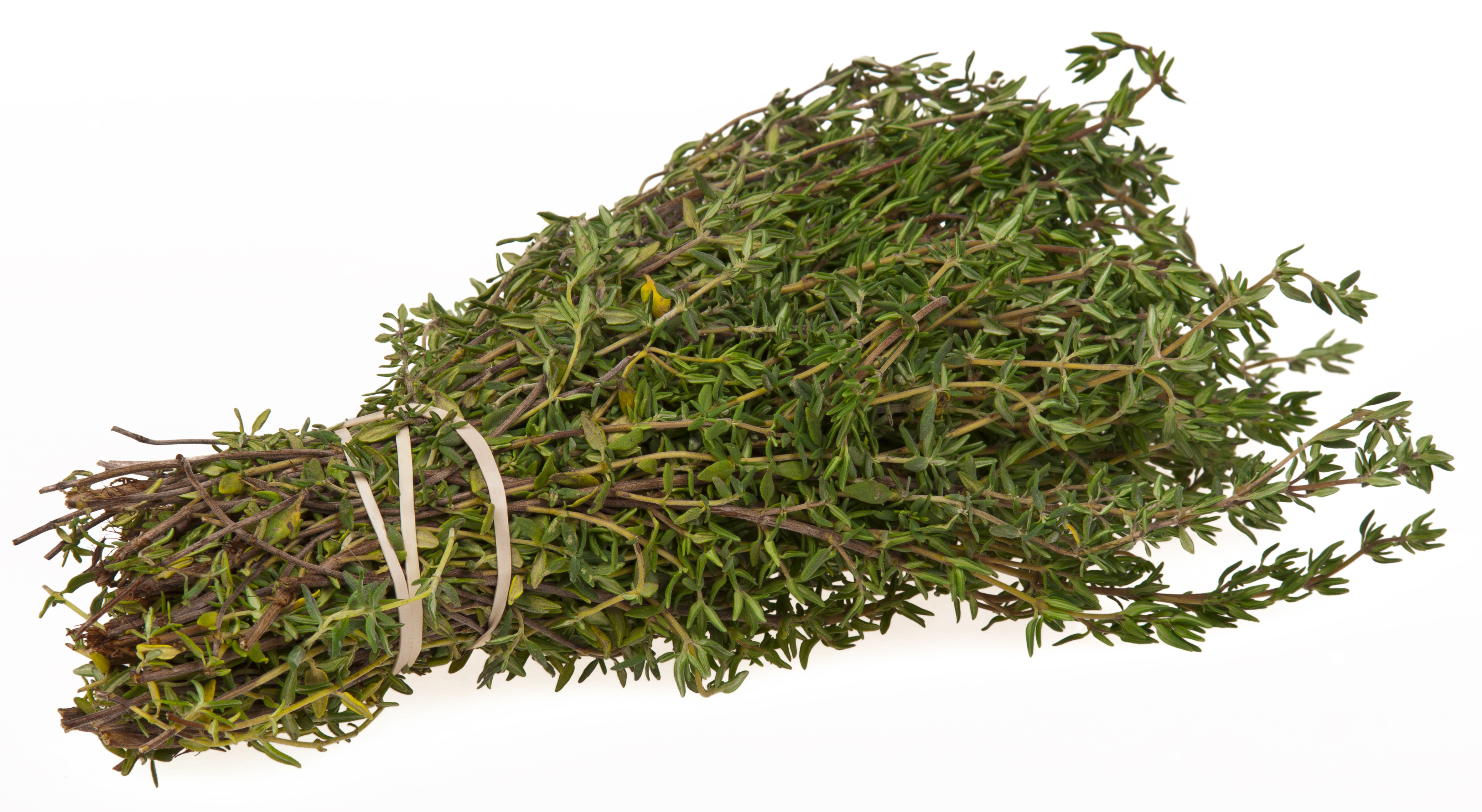
Пучок свежесобранного тимьяна, выращенного на биоферме

## Производство
Родиной тимьяна обыкновенного является Южная Европа. В настоящее время это пряноароматическое растение выращивается в Греции, Албании, Болгарии (мащерка), Сербии (мајчина душица), Польше, Венгрии, Франции, Германии, Марокко и Тунисе. Все турецкие тимьяны поступают на рынок под наименованием Kekik. Все испанские разновидности, собираемые в диком виде, также продаются под общим наименованием Tomillo.
Сбор травы (веточек) тимьяна производят до наступления периода цветения (июнь-начало июля). Молодые побеги высушивают на воздухе, на затененной площадке или в сушилке с хорошей вентиляцией. Затем веточки обмолачивают и просеивают для удаления одеревеневших фрагментов стеблей.
Хранить продукт рекомендуется в герметичной посуде в прохладном и сухом месте. Чтобы сохранить аромат семян и зелени, измельчать и размалывать их следует непосредственно перед употреблением.

## Применение в кулинарии
Тимьян полностью раскрывает свой аромат при длительной тепловой обработке, поэтому его кладут в начале приготовления. Как приправу тимьян можно добавлять практически в любые блюда. Обычно его используют для ароматизации жаркого, жареного на гриле мяса, птицы, сыров и салатов. Листья тимьяна используют как пряную добавку в ликёро-водочной и консервной промышленности. Добавляют в салаты из картофеля и помидоров, блюда из яиц, баранины, курицы, макарон, риса. Тимьян обогащает вкус и аромат супов, бульонов, борщей, а также светлых соусов. Служит отдушкой для коктейлей, чая.
Высушенную траву применяют при консервировании огурцов.
В каталонской кухне существует такое блюдо, как тимьяновый суп.

### Ароматические смеси

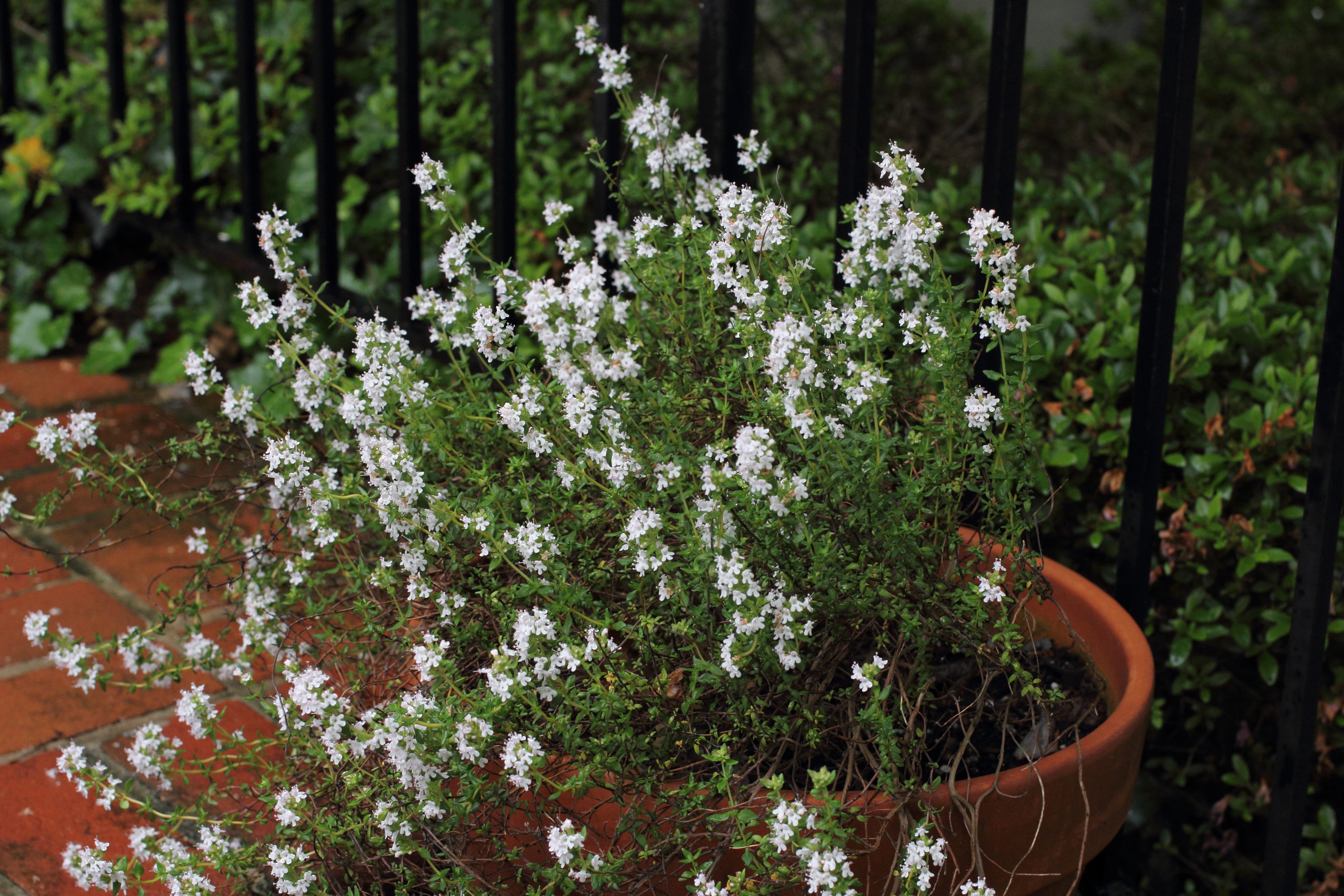
Цветущий тимьян, выращенный на балконе жилого здания

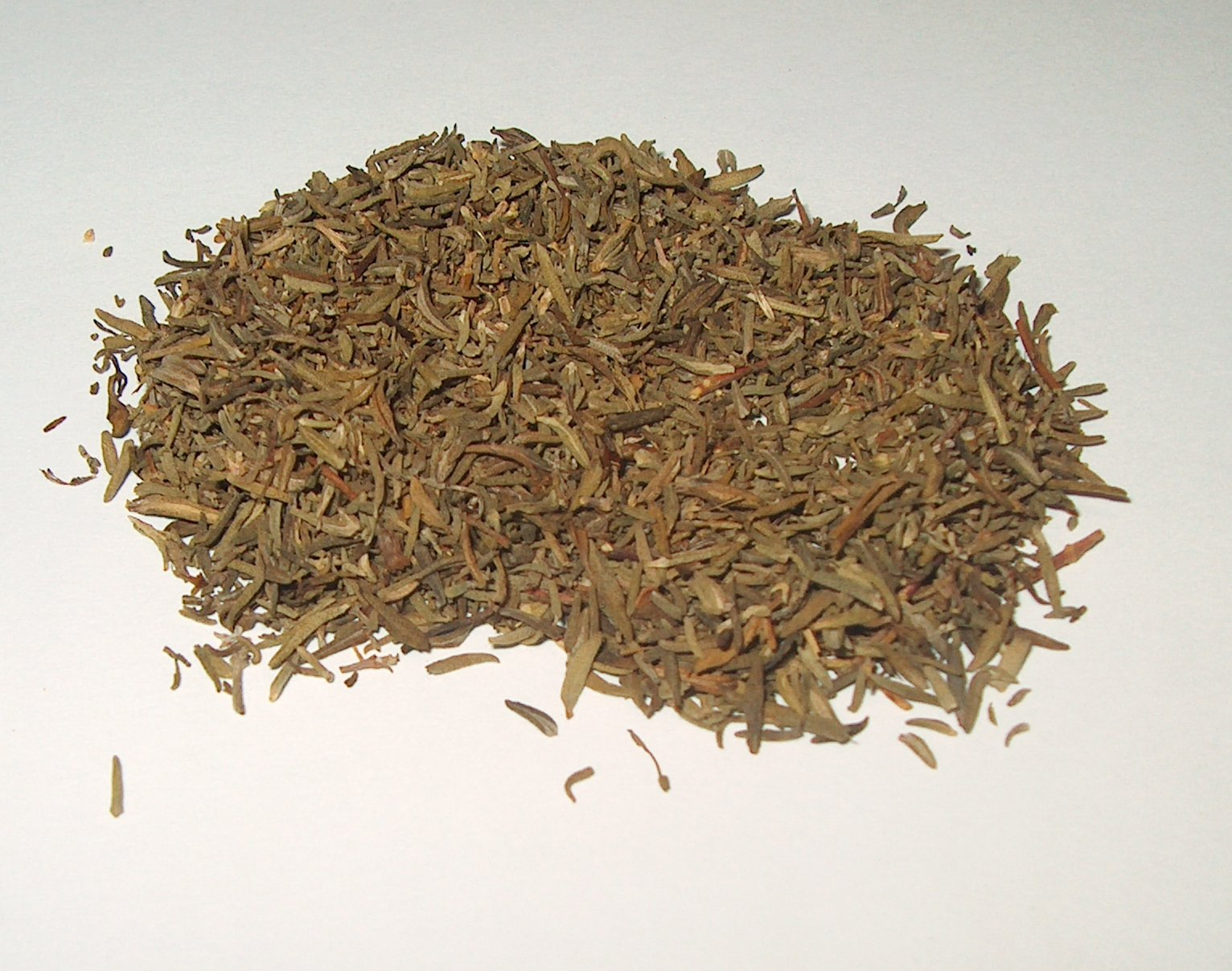
Сушёный тимьян, изготовленный из надземной части растения и готовый для использования в кулинарии и для приготовления отваров и настоев

Наиболее известная смесь специи с тимьяном в составе — это «Прованские травы» (фр. Herbes de Provense), популярная как на родине — Южной Франции, так и во всём мире. В состав, кроме тимьяна, входят кервель, эстрагон, чабер, майоран, розмарин, лаванда и часто фенхель. Эта смесь используется для многих блюд Южной Франции, особенно рыбных, но также мясных и овощных, особенно известным из которых является рататуй (фр. ratatouille) — душистые тушёные цукини с помидорами и баклажанами.
Букет гарни (Bouquet Garni) составляют как из сухих, так и из свежих пряностей в виде маленького букетика, связанного, например, из трёх стебельков петрушки, небольшой веточки тимьяна и одного маленького лаврового листика, а также других ароматных трав. Иногда специи не связывают в букет, а кладут в мешочек из редкой марли, что позволит добавить к комбинации сухие пряности и мелкие коренья. Перед подачей к столу «Букет Гарни» из приготовленного блюда вынимают.
«Захтар» (Zahtar) — смесь из Иордании, более всего используемая для баранины барбекю. Необычный вкус происходит от орехового — кунжута, ароматического — тимьяна и кислого — сумаха. Можно использовать как панировку или посыпать мясо для маринования, либо делать обмазку для запекания баранины.
«Дукка» (Dukka) — египетская популярная ароматическая смесь, состоящая из фундука, кунжута, кумина, кориандра, чёрного перца, также включает в себя тимьян. Эти приправы смешивают с оливковым маслом и едят с лепёшками или местными молодыми сырами.
Креольская смесь (Америка) для чернения состоит из тимьяна, соли, красного и белого перца, орегано, чесночного и лукового порошка. Кусочки рыбы опускают в расплавленное масло, затем покрывают этой смесью и жарят очень быстро в толстостенной сковороде без добавления масла.

### Популярные блюда
«Джамбалайя» (США) — вариант испанской паэльи: тушёная смесь курицы, риса, овощей, где главными являются помидоры, креветок, ветчины, устриц и крабов, обильно приправленная специями, где свежий или сушеный тимьян играет роль «первой скрипки».
«Конфи» (Франция) — мясо домашней птицы или свинина, маринованные в бульоне со специями в том числе тимьяном, затем — медленно тушёные с полным погружением в жир при низкой температуре (около 100 градусов). Перед подачей обработанное таким образом мясо обжаривают до хрустящей корочки и подают с красным сухим вином.

## Химический состав и пищевая ценность
Тимьян свежий (100 г) содержит: калорийность 101 ккал; белки 5,56 г; жиры 1,68 г; углеводы 10,45 г. Витамины и минеральные вещества: витамин А, бета-каротин, витамины группы В, С, Кальций, магний, калий, фосфор, железо цинк, медь, марганец. Выход сушеной зелени — 5-6 %, соответственно все показатели пересчитываются. Тимьян получил широкое распространение в народной медицине благодаря высокому содержанию эфирных масел.